# 领獴
领獴（学名：Urva semitorquatus）是食肉目獴科的一种，分布于东南亚的婆罗洲，曾被认为与短尾獴（Urva brachyurus）为同种。